# Glacjologia
Glacjologia – gałąź hydrologii, zajmująca się badaniem lodowców, ich formami, właściwościami fizycznymi i chemicznymi oraz zachodzącymi w nich procesami. Badania glacjologów dotyczą również rozwoju mas lodowych, wzajemnego oddziaływania między lodowcami a środowiskiem, a także pomiaru masy lodowców i ich przemieszczania się.